# Entre Nous (singel Rush)
„Entre Nous” (fr. Pomiędzy Nami) – singel z albumu Permanent Waves kanadyjskiego tria progresywnego Rush. Wydany 1 stycznia 1980 roku z utworem Different Strings na stronie B. Utwór skomponowali Geddy Lee oraz Alex Lifeson, słowa napisał Neil Peart. 

## Twórcy
- Geddy Lee – gitara basowa, wokal
- Alex Lifeson – gitara elektryczna
- Neil Peart – perkusja